# São Pedro da Cipa
São Pedro da Cipa – miasto i gmina w Brazylii, w stanie Mato Grosso.